# Milrinon
A milrinon foszfodiészteráz 3 (PDE3) gátló. Felerősíti a ciklikus adenozin-monofoszfát (cAMP) hatását. 
Inotróp, értágító és kismértékű kronotróp (szívfrekvencia növelő) hatása is van.
Szívelégtelenség esetén használják, amikor a hagyományos értágítók és vízhajtók hatástalannak bizonyultak. A milrinonnak ui. életveszélyes mellékhatásai (pl. szívritmuszavar) lehetnek.
Bár a vérkeringésre (legalábbis rövid távon) jó hatású, a kórházi kezelés során milrinonnal kezelt betegek halálozási aránya nem csökkent vagy nőtt.
A milrinon egyik hátránya a gyors felezési idő (1–2 óra). Ez megnöveli a leszoktatási időt, és kedvezőtlen hatású a gyógyszer alkalmazásának gyors abbahagyásakor.

## Készítmények[1]
- Corotrop
- Corotrope
- Milrila

Laktát formában:
- Apo-Milrinone
- Milrinone
- Primacor

## Fordítás
- Ez a szócikk részben vagy egészben  a   Milrinone című angol Wikipédia-szócikk fordításán alapul.  Az eredeti cikk szerkesztőit annak laptörténete sorolja fel. Ez a jelzés csupán a megfogalmazás eredetét és a szerzői jogokat jelzi, nem szolgál a cikkben szereplő információk forrásmegjelöléseként.